# Trzęsienie ziemi w Ambon (2019)
Trzęsienie ziemi w Ambon – trzęsienie ziemi, które nastąpiło 26 września 2019 roku o godzinie 7:46 czasu miejscowego (25 września, 23:46 UTC) na wyspie Seram, w prowincji Maluku, w Indonezji. Magnituda wyniosła 6,5. Śmierć poniosło 41 osób, a ponad 1578 osób zostało rannych. Większość ofiar zginęło w wyniku zawalenia się domów i innych budynków w regionie o słabo rozwiniętej infrastrukturze.
Według amerykańskiej agencji USGS epicentrum wstrząsów znajdowało się na głębokości 18,2 km i zlokalizowane było ok. 40 km na północny wschód od stolicy prowincji Maluku, miasta Ambon.
W wyniku trzęsienia ziemi zniszczeniu uległy setki domów oraz kilkadziesiąt budynków użyteczności publicznej. Ucierpiał też główny most w mieście Ambon, a także inne elementy lokalnej infrastruktury.

## Trzęsienie ziemi
Według indonezyjskiej agencji meteorologii, klimatologii i geofizyki (BMKG) epicentrum wstrząsów było zlokalizowane w głębi lądu wyspy Seram, ok. 42 km na północny wschód od miasta Ambon. BMKG odnotowało magnitudę 6,8, a według amerykańskiej agencji USGS magnituda trzęsienia wyniosła 6,5. Ta sama agencja podała, że trzęsienie miało miejsce o godzinie 23:46 UTC, a jego epicentrum było na głębokości 18,2 km. BMKG podało informację, że trzęsienie ziemi było spowodowane przez uskoki przesuwcze. 27 września BMKG opublikowało raport potwierdzający odnotowanie 239 wstrząsów wtórnych.
W następstwie trzęsienia ziemi mieszkańcy Ambon, w obawie przed falami tsunami, w panice usiłowali przedostać się na wyżej położone tereny, mimo że w opublikowanym przez agencję BMKG oświadczeniu stwierdzono, iż nie było zagrożenia tsunami. Mężczyzna, który pośród tłumu ewakuowanych głośno wykrzykiwał hasło „tsunami” został zatrzymany przez policję.

## Zniszczenia i ofiary

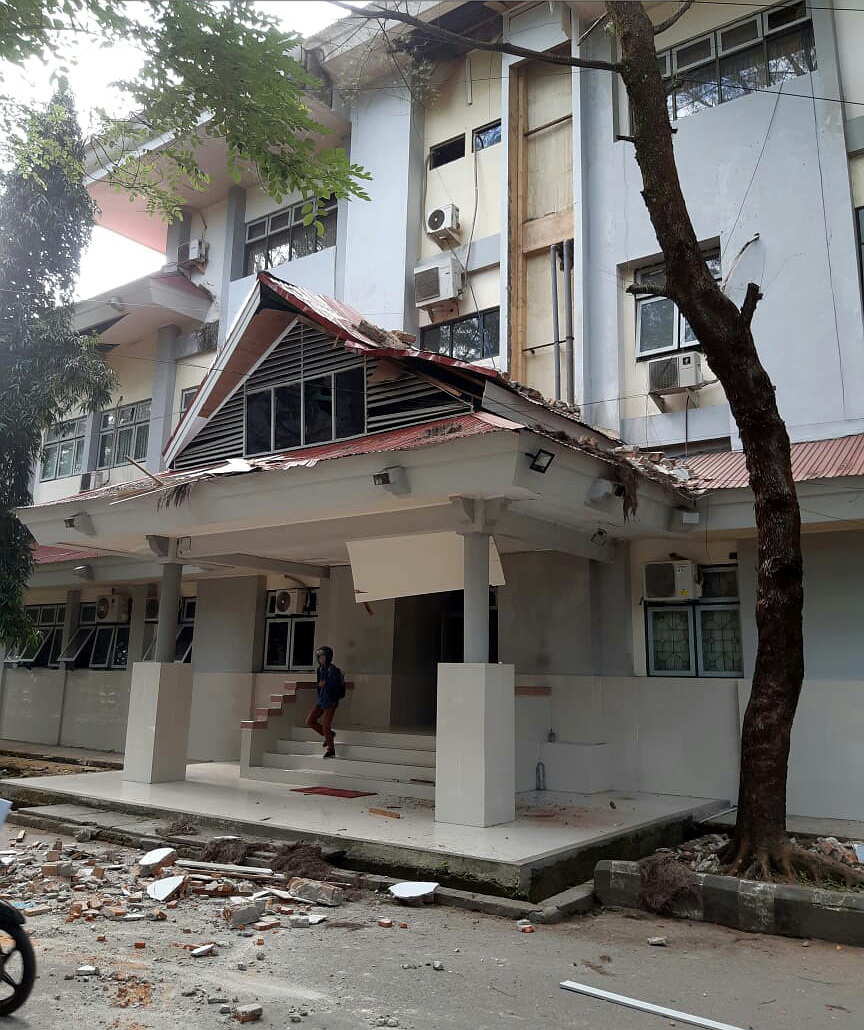
Zniszczenia spowodowane trzęsieniem ziemi (Universitas Pattimura, Ambon)

27 września (czasu lokalnego) potwierdzono odnotowanie 24 przypadków śmiertelnych spowodowanych trzęsieniem ziemi; do zgonów wśród mieszkańców doszło głównie wskutek zawalenia się ścian i stropów budynków. W wyniku trzęsienia rannych zostało ponad 150 osób.
29 września przedstawiciel państwowej agencji łagodzenia skutków katastrof oświadczył, że ponad 200 000 osób pozostawało w schroniskach, a setki domów i kilkadziesiąt obiektów użyteczności publicznej oraz infrastruktura w regionie, włącznie z głównym mostem miasta Ambon, zostały uszkodzone.
W opublikowanym 30 września raporcie BNPB potwierdzono śmierć 31 osób, liczbę rannych na poziomie 179 osób, a liczba przesiedleńców wyniosła 136 030. W tym samym dokumencie stwierdzono, że uszkodzeniu uległo co najmniej 2675 domostw, a także 30 innych budynków oraz 25 miejsc kultu.

## Reakcje
Prezydent Indonezji, Joko Widodo, złożył kondolencje z powodu skutków trzęsienia ziemi, i oświadczył, że dotknięci przez żywioł otrzymają odszkodowanie, a koszty pokryje rząd. Indonezyjska rada krajowa ds. zarządzania klęskami żywiołowymi zdecydowała o odblokowaniu, w celu natychmiastowego przyznania środków, kwoty 1 mld IDR (ok. 275 000 PLN) na operacje ratownicze, oraz 515 mln IDR (ok. 140 000 PLN) na pomoc logistyczną. Indonezyjskie ministerstwo spraw społecznych oddało do dyspozycji kolejne 1,1 mld IDR (ok. 300 000 PLN) na rzecz poszkodowanych przez trzęsienie ziemi.